# Indice de corpulence fondé sur la surface corporelle
L'indice de corpulence fondé sur la surface corporelle (Surface based body shape index, SBSI) est une grandeur qui, à l'aide de plusieurs mesures prises sur le corps d'une personne, permet d'estimer sa corpulence ; le SBSI prend en compte à la fois la taille et la forme du corps. Le SBSI est un prédicteur du risque de mortalité toutes affections confondues.

## Développement du SBSI
Le SBSI a été développé par deux chercheurs de l'université de Virginie-Occidentale, Syed Ashiqur Rahman et Donald Adjeroh. Leur étude princeps est parue en décembre 2015. Le SBSI a été validé par ces chercheurs sur une cohorte de 11 808 personnes (âges 18–85 ans), du National Health and Nutrition Examination Survey (en) (NHANES) 1999–2004, avec un suivi de la mortalité sur 8 ans.
Dès la fin 2015, la presse scientifique et populaire se fait largement l'écho de cette étude sous des titres dont la teneur générale est : « un nouvel indice plus performant va remplacer l'IMC »,,,,,. De plus, de nombreux sites publient des calculateurs de SBSI,.
Toutefois, remplacer l'IMC n'est pas si simple. L'IMC est bien connu du milieu médical et même des patients ; il intervient dans de nombreux protocoles. De plus, le calcul du SBSI est nettement plus compliqué que celui de l'IMC ; or, en ce domaine, la simplicité l'emporte sur la précision. Enfin, la seule validation d'envergure est celle fondant l'étude princeps ; il serait nécessaire, pour convaincre totalement, que d'autres équipes valident cet indicateur sur d'autres cohortes.

## Calcul du SBSI
On calcule le SBSI par la formule :
{\displaystyle SBSI={\frac {(H^{\frac {7}{4}}).(WC^{\frac {5}{6}})}{BSA.VTC}}}
- H est la taille en centimètres ;
- WC est le tour de ceinture, en centimètres ;
- BSA est la surface corporelle, en centimètres carrés ;
- VTC est le périmètre vertical du tronc en centimètres.

Si l'on donne toutes les mesures en mètres et si la surface corporelle (BSA) est en mètres carrés, la formule devient :
{\displaystyle SBSI=0{,}14678\times {\frac {(H^{\frac {7}{4}}).(WC^{\frac {5}{6}})}{BSA.VTC}}}
où le facteur 0,14678 correspond à l'élévation du facteur 100 (des mètres aux centimètres) à une puissance non entière.

### SBSI simplifié: SBSI*
Étant donné l'incertitude statistique, les auteurs proposent que, dans l'usage courant, on utilise une version simplifiée de l'indice SBSI, nommée SBSI*. Dans la pratique, cette formule donne des résultats très corrélés au SBSI :
{\displaystyle SBSI^{*}={\frac {H^{2}.WC}{BSA.VTC}}}

### Définition des variables

#### H: Taille
Elle est mesurée à la toise, sans chaussures et en ne tenant pas compte de l'épaisseur de la chevelure.
Cette mesure est en centimètres ou en mètres, selon la formule utilisée. Elle intervient également dans le calcul de la surface corporelle (BSA).

#### WC: Tour de ceinture[8]
1. Utiliser un centimètre de tailleur ;
2. le sujet détendu, nu ou en sous-vêtements légers, se tient debout, bien droit, les bras pendant librement, sans rentrer le ventre ;
3. mesurer le tour du tronc en passant par le creux des reins et le nombril.

Cette valeur est en centimètres ou en mètres, selon la formule utilisée.

#### BSA: Surface corporelle
La surface corporelle est calculée à l'aide de la formule de Shuter et Aslani.
Cette valeur est en centimètres carrés ou en mètres carrés, selon la formule utilisée.

#### VTCPérimètre vertical du tronc[8]
1. Utiliser un centimètre de tailleur ;
2. le sujet détendu se tient droit, les bras pendant librement, nu ou en sous-vêtements légers ;
3. placer une extrémité du centimètre à la base du cou ;
4. faire descendre le centimètre le long de la poitrine et de l'abdomen ; pour les femmes : le faire passer entre les seins ;
5. le faire passer entre les jambes, du même côté que 3. ;
6. puis remonter dans le dos jusqu'à l'extrémité maintenue à la base du cou.

Cette mesure est en centimètres ou en mètres, selon la formule utilisée.

### Dimension du SBSI
En quelle unité le SBSI est-il exprimé ? Le raisonnement est simple en considérant le SBSI* :
La taille, le tour de ceinture, le périmètre vertical du tronc sont des longueurs de dimension [L] (les crochets indique que l'on raisonne sur les dimensions et L est la dimension longueur). BSA est une surface de dimension [L]². La dimension du SBSI* est donc :
{\displaystyle SBSI^{*}={\frac {{[L]^{2}}.{[L]}}{{[L]^{2}}.{[L]}}}=1}
ce qui signifie que le SBSI* est un nombre sans dimension. En revanche, le SBSI, qui élève les grandeurs à des puissances non entières, est dépendant de l'unité choisie : selon que l'on exprime les données en centimètres ou en mètres, il faut affecter la formule d'un coefficient qui reflète les puissances non entières appliquées aux données.

## Propriétés statistiques

### Le SBSI et l'âge des sujets
Ces propriétés sont relatives à la cohorte sur laquelle le SBSI a été défini : une population d'Américains des deux sexes de 18 à 85 ans. On sait en particulier que l'obésité est plus répandue aux États-Unis qu'en Europe ou au Japon, en particulier chez les femmes.
Le SBSI croît globalement avec l'âge. Si la tendance est nette pour les hommes, elle présente une allure plus perturbée pour les femmes : la décroissance de l'indice entre la fin de la puberté et la ménopause reste à expliquer.

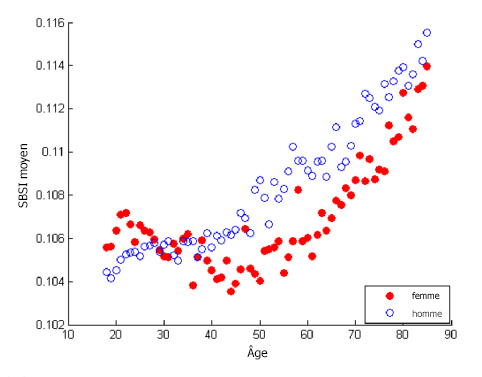
Évolution de l'indice SBSI en fonction de l'âge, par sexe.

### Prédicteur de mortalité toutes causes morbides confondues
La statistique de Kaplan-Meier est un estimateur non paramétrique permettant d'établir, pour une population donnée, la probabilité de survie au-delà d'un certain laps. En appliquant cette statistique sur les individus d'une cohorte pour lesquels on a également calculé l'IMC et le SBSI, on peut visualiser comment ces deux indicateurs sont des prédicteurs sélectifs et pertinents de la mortalité.
Sur les deux graphiques ci-dessous, on a réparti les individus en quatre quartiles pour l'IMC d'une part, pour le SBSI d'autre part : Les individus étant classés par IMC croissant, le premier quartile contient les 25 % de sujets dont l'IMC est le plus faible, le second quartile, les 25 % suivants, etc. On a procédé de même avec le SBSI. L'espèrance de survie a été calculée par la méthode de Kaplan-Meier :
|  |  |

On note que le SBSI distingue beaucoup mieux que l'IMC les risques de mortalité en fonction de la corpulence.

### Articles liés
- Indice de masse corporelle
- Surface corporelle